# 德里斯·范阿赫特
安德烈亚斯·安东尼厄斯·马里亚·“德里斯”·范阿赫特（荷蘭語：Andreas Antonius Maria (Dries) van Agt，發音：[ˈdris fɑn ˈɑxt] ⓘ；1931年2月2日—2024年2月5日）是荷兰基督教民主呼籲政治人物，1977年至1982年間担任荷兰首相。

## 生平
德里斯·范阿赫特出生于荷兰北布拉班特省海尔德罗普（Geldrop），就读于天主教的奈梅亨拉德伯德大学，1955年在那里他获得了他的法律博士学位。毕业后，他在埃因霍温从事律师行业，直到1957年。之后,他在农业和渔业部办公室工作，负责法律和商业事务，直到1962年。1962年到1968年，他进入司法部工作。
范阿赫特作为天主教人民党成员进入政坛，1980年天主教人民党与其他两大基督教民主党派合并组成基督教民主党。从1968年到1971年，范阿赫特担任奈梅亨天主教大学的刑法教授。从1971年到1973年，他在巴伦德·比舒维尔政府担任司法大臣，1973年至1977年担任约普·登厄伊尔政府的副首相兼司法大臣。1977年12月19日范阿赫特出任荷兰首相，并三次组阁，1982年11月4日辞去首相职务。1983年—1987年担任北布拉班特省的女王专员，离开北布拉班特省后，他成为了一名外交官，从1987年4月1日到1989年4月1日担任歐盟驻日本大使，后转任歐盟驻美国大使，直到1995年4月1日。
范阿赫特任內曾不顧中華人民共和國政府全力阻撓，賣給中華民國海軍兩艘潛艦。包括海龍、海虎兩艦。一度引起中華人民共和國召回駐荷蘭大使，降低雙方關係。范艾格卸任後，曾於2000年4月、2002年4月及2006年5月三度訪問臺灣。2006年第三度訪問臺灣時，曾在亞東關係協會會長羅福全陪同下到臺南，獲市長許添財招待參訪延平郡王祠及安平樹屋參觀，並至四草大眾廟參拜，並前往參拜大眾廟後方的荷蘭人骨骸塚。
范阿赫特在2024年2月5日在奈梅亨與妻子尤金妮（Eugenie）接受安樂死逝世，享耆壽93歲。